# Epiktet

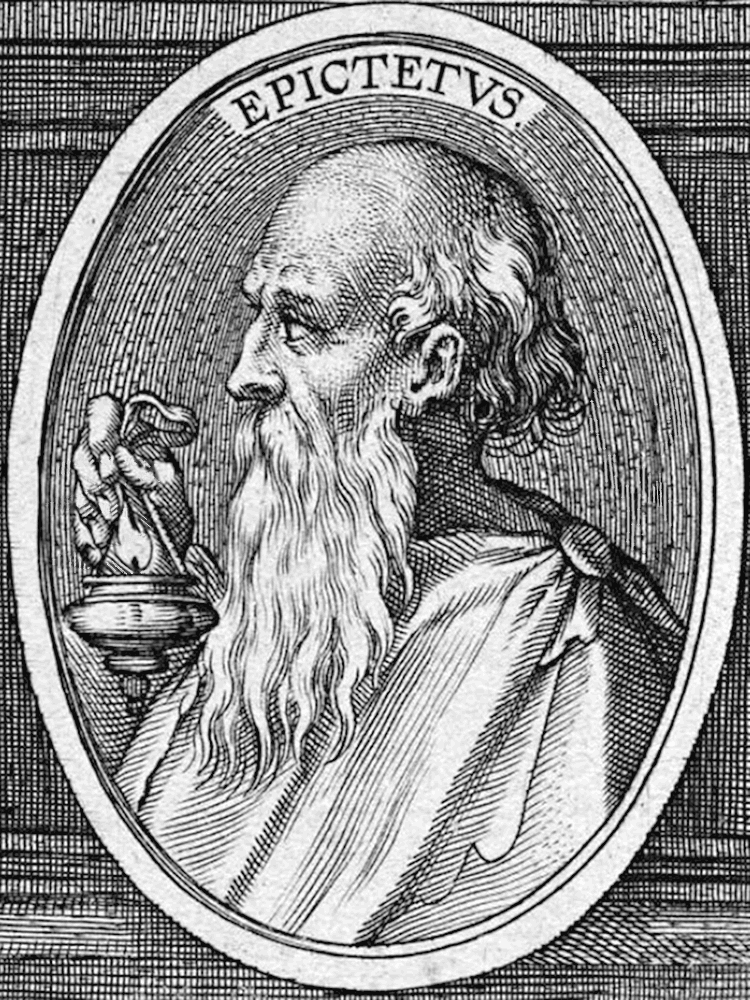
Gravur von Epiktet von Théodore Galle nach einem Entwurf von Pierre Paul Rubens (1605)

Epiktet (altgriechisch Ἐπίκτητος Epíktētos, lateinisch Epictetus; * um 50 in Hierapolis in Phrygien; † um 138 in Nikopolis in Epirus) war ein antiker Philosoph während der römischen Kaiserzeit. Er zählt zu den einflussreichsten Vertretern der späten Stoa.
Als Sklave gelangte Epiktet nach Rom, wo er in Kontakt mit stoischen Lehren kam und auch selbst zu unterrichten begann. Aus Rom vertrieben, begründete er in Nikopolis eine Philosophenschule, an der er bis zu seinem Tod lehrte. Da Epiktet selbst keine Werke verfasste, ist seine Philosophie nur durch die Aufzeichnungen seines Schülers Arrian überliefert.
Seine Lehre behandelt vor allem ethische Fragen und stellt die praktische Umsetzung philosophischer Überlegungen in den Vordergrund. Im Zentrum seiner Ethik stehen die innere Freiheit und moralische Autonomie eines jeden Menschen. Epiktet trennt strikt zwischen Dingen und Zuständen, die sich außerhalb der menschlichen Macht befinden und daher als gegeben angenommen werden müssen, und solchen, die das Innerste des Menschen betreffen und daher ausschließlich Gegenstand seines Einflusses sind. Außerdem entwickelt Epiktet ein Konzept der sittlichen Persönlichkeit, die nach seiner Ansicht das Wesen des Menschen darstellt. Menschliches Handeln wird für ihn aber stets auch von Gott bestimmt und gelenkt, der in jedem einzelnen Menschen, der Welt und dem eine Einheit bildenden Kosmos direkt anwesend ist. Da dieser göttliche Kern allen Menschen gleichermaßen innewohnt, muss die Menschenliebe unterschiedslos allen gelten.
Die Rezeptionsgeschichte der Lehre Epiktets ist vielschichtig. Nach einer ersten kurzen Blüte im 2. Jahrhundert geriet er während des Mittelalters im Westen weitgehend in Vergessenheit. Auf indirektem Weg – über späteres Schrifttum und christianisierte Umformungen der ältesten Überlieferung – beeinflussten Konzepte Epiktets jedoch christliche Autoren von der Spätantike bis in die Neuzeit maßgeblich, auch wenn diese Schriften nur noch in loser Verbindung mit dem Namen Epiktets standen. Die Aufzeichnungen seines Unterrichts wurden in der Renaissance erneut bekannt und wirkmächtig.

## Leben
Über das Leben Epiktets ist nur wenig bekannt. Als Quellen dienen Passagen der Noctes Atticae des Aulus Gellius, ein spätantiker Kommentar des Simplikios sowie ein Eintrag in der Suda, einem mittelbyzantinischen Lexikon. Die dort vorliegenden Angaben sind jedoch spärlich und zum Teil wenig zuverlässig. Wertvoller sind Informationen, die sich den Epiktet zugeordneten Schriften entnehmen lassen.
Epiktet wurde um das Jahr 50 in Hierapolis im kleinasiatischen Phrygien geboren. Er wurde als Sklave nach Rom gebracht und stand dort im Dienst des Epaphroditos, eines wohlhabenden und einflussreichen Freigelassenen des Kaisers Nero. Epiktet, sein griechischer Rufname als Sklave, bedeutet „der neu Erworbene“. Wann und aus welchem Grund Epiktet nach Rom kam und zu welchem Zeitpunkt er freigelassen wurde, bleibt unklar.
Jedenfalls studierte er noch als Sklave Philosophie beim Stoiker Gaius Musonius Rufus, für dessen lediglich mündlich erteilten Unterricht er eine wichtige Quelle ist, auch wenn sich seine eigene Lehre in einigen Bereichen von der seines Lehrers zu unterscheiden scheint. Nach seiner Freilassung lehrte Epiktet zunächst selbst in Rom. Als Kaiser Domitian im Jahr 89 (oder 94) Philosophen aus Rom und Italien ausweisen ließ, begab sich Epiktet mit seinen Schülern, unter denen auch prominente Angehörige vornehmer Geschlechter gewesen sein sollen, nach Nikopolis in Epirus. Dort nahm er den Unterrichtsbetrieb wieder auf und lehrte unter großem Zulauf bis zu seinem Tod. Eine Begegnung Epiktets mit Kaiser Hadrian und eine persönliche Beziehung zwischen dem Philosophen und dem Kaiser sind zwar nur in einer späten Quelle überliefert, gelten aber in der Forschung als glaubhaft; der Kontakt kam wohl entweder in Athen oder in Nikopolis zustande. Epiktet starb um 138, vielleicht auch 125 n. Chr.
Nach einer antiken Überlieferung führte er ein so ärmliches Leben, dass sein Haus in Rom keines Riegels bedurfte. Außerdem heißt es, dass er von Kindheit an oder aufgrund einer Krankheit gehinkt habe. Ein Großteil der Quellen gibt hingegen der häufig ausgeschmückten, im Grund jedoch glaubwürdigen Episode den Vorzug, sein Herr habe ihm als Sklaven ein Bein zertrümmert, was er in stoischer Gelassenheit ertragen habe. Epiktet blieb unverheiratet; im Alter soll er jedoch das Kind eines armen Freundes, das ansonsten ausgesetzt worden wäre, adoptiert und mit Hilfe einer Amme aufgezogen haben.

## Werk

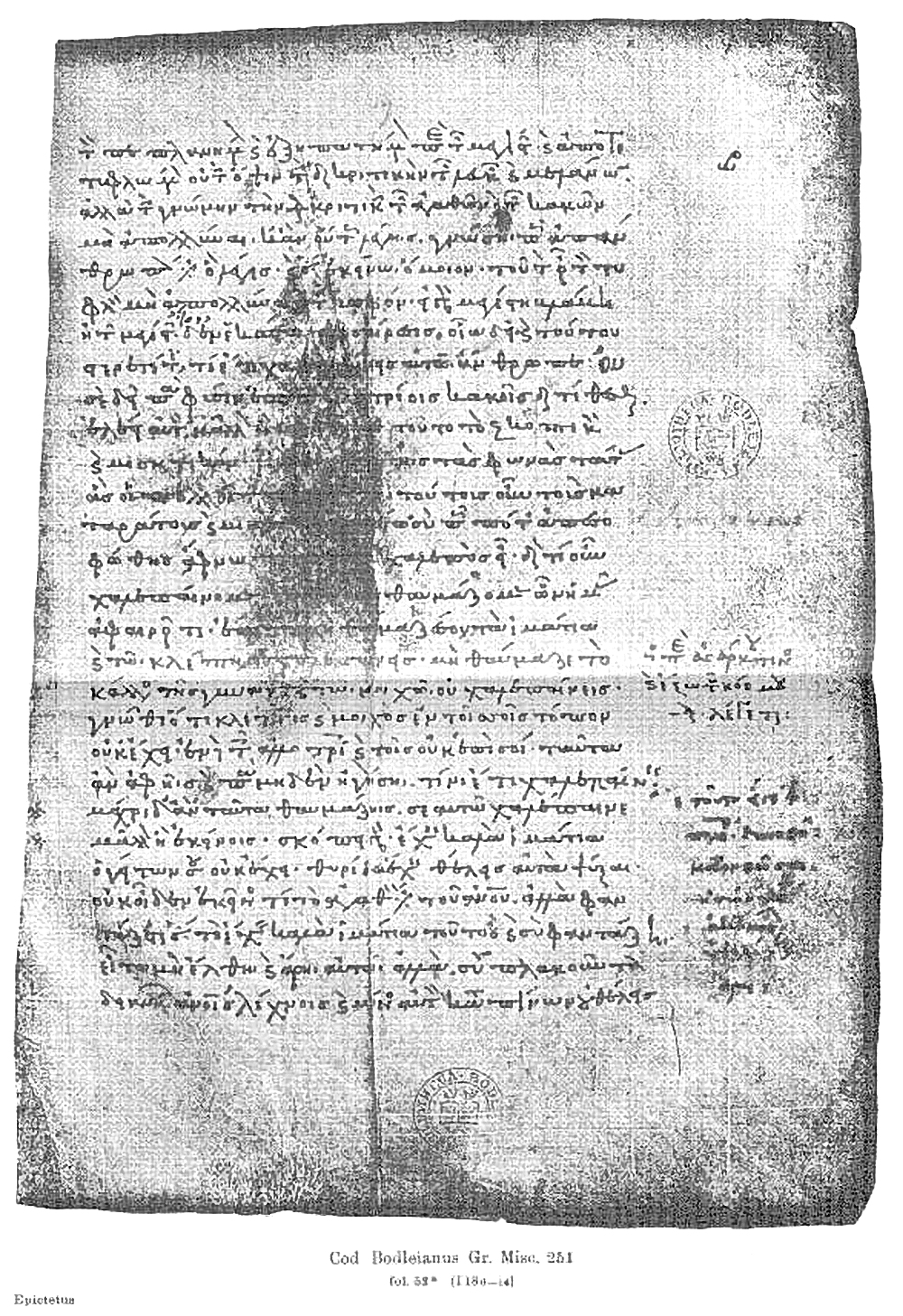
Codex Bodleianus, auf den alle späteren Handschriften der Lehrgespräche zurückgehen, Bodleian Library Oxford, 2. Hälfte 11. Jahrhundert

Epiktet selbst hat keine Schriften verfasst. Bereits zu seinen Lebzeiten war jedoch sein mündlicher Unterricht sehr einflussreich. Die wichtigste Quelle für Epiktets Lehre stellt eine Sammlung von Lehrgesprächen (altgriechisch διατριβαί diatribaí, lateinisch Dissertationes) dar, die sein Schüler Arrian, der vor allem als bedeutender Alexanderhistoriker bekannt ist, aus seinen Notizen zu Epiktets Vorlesungen in der griechischen Umgangssprache der Zeit, der Koiné, zusammenstellte.
Von Arrians Schrift, die in der Antike unter unterschiedlichen Bezeichnungen und mit einer wechselnden Anzahl von Büchern bekannt war, sind die ersten vier Bücher erhalten. Dem griechischen Titel entsprechend sind die Abschnitte des Werkes im Stil der Diatribe geschrieben, also eines Lehrvortrags, in dem dialogische und rhetorische Elemente wie etwa vom Redner fingierte Zwischenfragen und Einwände vorkommen. Dieser Stil wurde vor allem von kynischen und stoischen Philosophen gepflegt.
Im Vorwort, in Form eines Briefes an einen gewissen Lucius Gellius, betont Arrian, die Schrift nicht selbst verfasst, sondern lediglich das Gehörte wortgetreu niedergeschrieben zu haben. Damit habe er die Erinnerung an seinen Lehrer für sich selbst bewahren wollen und nicht die Absicht verfolgt, die Aufzeichnungen zu veröffentlichen. Arrians Anspruch, Epiktets Lehre wörtlich zu überliefern, stieß in der Forschung auf Zweifel. Es kam zu Kontroversen um die Frage, inwieweit das Werk tatsächlich eine glaubwürdige Wiedergabe der Vorlesungen Epiktets darstellt. Manche Forscher nehmen an, dass die Lehrgespräche als eine Art „stenographische Aufzeichnung“ die Ansichten des Philosophen direkt darlegen, zumal sie sich sprachlich wie auch inhaltlich von anderen Werken Arrians unterscheiden. Vereinzelt sehen Gelehrte darin sogar ein von Epiktet selbst stammendes Werk, dessen Vorwort lediglich den Eindruck von Vorlesungsnotizen erzeugen soll. Vertreter der Gegenposition halten den Anspruch Arrians auf Authentizität für eine literarische Fiktion. Ihrer Meinung zufolge sind die Lehrgespräche im Wesentlichen Arrians Werk; einige von ihnen stammen gänzlich aus seiner Feder und orientieren sich unter anderem bewusst an der Darstellung des Sokrates bei Xenophon. Die Frage nach dem Verhältnis der Lehrgespräche zu den Lehren des historischen Epiktet kann – auch aufgrund fehlender Vergleichsquellen – nicht abschließend beantwortet werden. Jedenfalls geht man davon aus, dass die Schrift den Kern des Denkens Epiktets erfasst.
Daneben existiert noch ein von Arrian angefertigter Auszug (Epitome) aus den Lehrgesprächen, das sogenannte Handbüchlein (ἐγχειρίδιον encheirídion). In diesem äußerst populären Werk, das ungleich stärker als die Lehrgespräche rezipiert wurde, wiederholt Arrian manche Gedanken der Lehrgespräche wortgetreu, andere Aussagen ändert er ab. Die Abhandlung beschäftigt sich vor allem mit praktischer Philosophie. Nicht theoretische Überlegungen, sondern Leitgedanken für eine an ethischen Kriterien orientierte Lebensführung werden vermittelt.
Vom Handbüchlein existieren zahlreiche Handschriften, drei christliche Paraphrasen und ein Kommentar des Simplikios. Die Lehrgespräche gehen hingegen alle auf einen einzigen Codex zurück, der aus der zweiten Hälfte des 11. Jahrhunderts stammt und heute in der Bodleian Library in Oxford verwahrt wird. Ferner werden Epiktet knapp vierzig Fragmente zugeschrieben, die wahrscheinlich aus dem verlorenen Teil der Lehrgespräche stammen und deren Echtheit zum Teil umstritten ist. Dabei handelt es sich vor allem um Zitate bei Johannes Stobaios, einem Autor des 5. Jahrhunderts. Ältere Editionen nahmen zahlreiche weitere Aphorismen aus der Anthologie des Stobaios sowie aus einer Gnomensammlung auf, die jedoch höchstwahrscheinlich nicht authentisch sind.

## Lehre

### Einflüsse
Die Philosophie Epiktets, wie sie in den Schriften Arrians überliefert ist, fügt sich in die Tradition der stoischen Schule ein. So verweist er beständig auf die großen Schuloberhäupter Zenon, Kleanthes und Chrysippos. Vertreter der mittleren Stoa wie Panaitios oder Poseidonios zitiert er jedoch nie direkt. Großen Einfluss auf sein Denken übte Platon aus, dessen Schriften insbesondere im Bereich der Ethik den Stoikern und besonders auch Epiktet Anregungen boten. Zudem schätzt Epiktet Platon als Quelle für Leben und Lehre des von ihm außerordentlich verehrten Sokrates. In zahlreichen Passagen zitiert oder paraphrasiert er dessen Aussprüche und führt ihn als den Inbegriff eines tugendhaften, nach ethischen Grundsätzen lebenden Menschen an. Diogenes von Sinope verkörpert für Epiktet das Ideal des Kynismus, dem bereits sein Lehrer Musonius Rufus offen gegenüberstand. Im Lehrgespräch Vom Kynismus entwirft Epiktet dementsprechend das Bild des wahren Kynikers, dessen Aufgabe es sei, beständig zu philosophischem Unterricht und einem einfachen Leben aufzurufen und die gesellschaftlichen Verhältnisse zu kritisieren. Diese erzieherische Funktion der Kyniker werde erst in einer idealen Gesellschaft philosophisch und moralisch gebildeter Menschen überflüssig. Die Diatribe Vom Kynismus ist ein wichtiges Zeugnis für den Einfluss des Kynismus auf die Stoa der Kaiserzeit und insbesondere auf Epiktet.
Entsprechend den drei Bereichen der stoischen Philosophie beschränkte sich auch Epiktets Lehrtätigkeit auf Physik, Logik und Ethik. Den Schwerpunkt seiner Lehre bildeten ethische Fragen, vor allem Themen der Sittlichkeit und Religiosität. Auch wenn in der Forschung häufig Epiktets Festhalten an traditionellen Vorstellungen der Stoa betont wird, enthält seine Philosophie viele Elemente, die dem bisherigen Stoizismus unbekannt waren.

### Logik, Physik und Gottesbild
Der Logik wird bei Epiktet – zumindest in den überlieferten Werken – eine im Vergleich zu früheren Stoikern untergeordnete Rolle zuteil. Dennoch betont er ihre Notwendigkeit als Grundlage folgerichtigen Denkens und Handelns, als Basis für richtige Begriffe von Werten und Gott sowie als Ausdruck der Vernunft (λόγος lógos). So liefert die Logik Begründungen für ethische Grundsätze, womit sie die Grundlagen der menschlichen Lebensführung sichert. Epiktet betont entschieden den Vorrang der angewandten Ethik gegenüber theoretischen Überlegungen, denn für sich genommen bleiben die Mittel der Logik fruchtlos. Die Philosophie besteht laut Epiktet aus drei Bereichen: der Anwendung ihrer Lehren, den Beweisen für deren Richtigkeit und der Begründung und Gliederung dieser Beweise. Diese drei Aspekte hängen zusammen, doch spricht Epiktet der Anwendung den Vorrang zu. Er kritisiert, dass etwa die Beweisführung für den Grundsatz, dass man nicht lügen darf, allgemein bekannt sei, jedoch die Umsetzung, das tatsächliche Vermeiden der Lüge, häufig vernachlässigt werde.
Die Physik beschäftigt Epiktet nur im Rahmen seiner Theologie und Anthropologie. Mit der Kosmogonie befasst er sich nicht. In der Tradition der Stoa lehrt Epiktet die Einheit des Alls als der gesamten Wirklichkeit einschließlich der Gottheit. Der Kosmos ist für ihn eine organische Einheit, er ist wie eine „einzige Stadt“, in der ein göttliches Gesetz über Werden und Vergehen wacht, alle Einzelteile miteinander in Verbindung stehen und Wechselbeziehungen unterworfen sind. Als der Schöpfer, Ordner und Lenker des Alls hat Gott alles zum Besten gefügt. Im Kosmos, der von der göttlichen Vernunft gänzlich durchwaltet ist, existiert nichts von Natur aus Schlechtes. Die direkte Anwesenheit Gottes in der Welt (Immanenz) zeigt sich in der vernünftigen kosmischen Ordnung. Die Verwandtschaft der Dinge im Kosmos reicht bis zu Gott selbst, als dessen kleinen Bestandteil Epiktet die Sonne auffasst.
Auch der Mensch ist ein Teil des Alls und damit in die kosmische Entwicklung eingeordnet. Mit seiner Geburt ist er aus dem Kosmos hervorgegangen, „als die Welt seiner bedurfte“, im Tod vermischt er sich mit den Elementen und geht in eine andere Form über. Das Leben ist lediglich ein Aufenthalt in einer „Herberge“; mit dem Tod bricht der Mensch zu einer Reise auf, für die er sich im Leben zu rüsten hat. An ein individuelles Leben nach dem Tod glaubt Epiktet aber nicht.
Der Mensch besteht aus Materie. Er ist jedoch ein „bevorzugter Teil“ von ihr, denn er besitzt nicht nur wie die Tiere einen materiellen Leib, sondern verfügt auch gleich den Göttern über Vernunft und Urteilskraft. Von Natur aus steht der Mensch durch seine Vernunft und seinen Verstand, den er von Gott selbst empfängt, in einem besonderen Verhältnis zu Gott. Seine Seele ist mit Gott verbunden, dessen „Bruchstück“ (ἀπόσπασμα τοῦ θεοῦ apóspasma toũ theoũ) der Mensch darstellt. Als ein vernunftbegabtes Wesen bildet er zusammen mit Gott das „größte, mächtigste und umfassendste System“. Aufgrund dieser Beziehung kann er das Wirken des weisen und gütigen Gottes begreifen. Für Epiktet ist damit Gott, den er häufig Zeus nennt oder mit der Natur (φύσις phýsis) identifiziert, sowohl das göttliche Ordnungsprinzip des Kosmos als auch eine persönlich erfahrbare Macht. Zugleich bricht er nicht mit dem polytheistischen Pantheismus der stoischen Lehre und spricht immer wieder von mehreren Göttern.
Diesem Göttlichen soll der Mensch für seine körperliche wie geistige Existenz dankbar sein und es unentwegt preisen. Er hat sich den Plänen und Gesetzen Gottes freiwillig zu fügen, bis schließlich der Wille Gottes und der des Menschen eins werden. Der Wille Gottes tritt damit bei Epiktet an die Stelle der von früheren Stoikern gelehrten heimarménē, des unabwendbaren Schicksals. Der Begriff heimarménē (εἱμαρμένη) kommt in den überlieferten Werken Epiktets nirgends vor. Man soll sich bei jeder Handlung bewusst machen, dass ein Teil Gottes stets im Handelnden direkt gegenwärtig ist. In diesem Bewusstsein soll man auf Gott wohlgefällige Weise handeln und den im Menschen anwesenden Gott nicht durch unreine Taten beschmutzen. Daher ermahnt Epiktet seine Schüler, „rein zu werden, in Übereinstimmung mit dem, was in dir rein ist, und in Übereinstimmung mit Gott“. Epiktets Theologie ist somit eine der Grundlagen seiner Ethik und eng mit ihr verbunden.

### Ethik
Im Zentrum der Lehre Epiktets steht die Ethik, deren Gesichtspunkte auch für die anderen Bereiche maßgeblich sind. Orientierung in Grundfragen des Handelns und der Lebensführung zu geben, ist für ihn die wesentliche Aufgabe der Philosophie. Die Kenntnis der philosophischen Ethik verhilft dem Menschen dazu, sich von einem auf bloßer Meinung basierenden Leben abzuwenden und Wissen über ein glückliches Dasein zu erlangen. Wiederkehrende Themen im Denken Epiktets sind die moralische Selbstbestimmtheit des Menschen und seine innere Freiheit, die ihm auch durch äußere Unfreiheit nicht genommen werden kann.

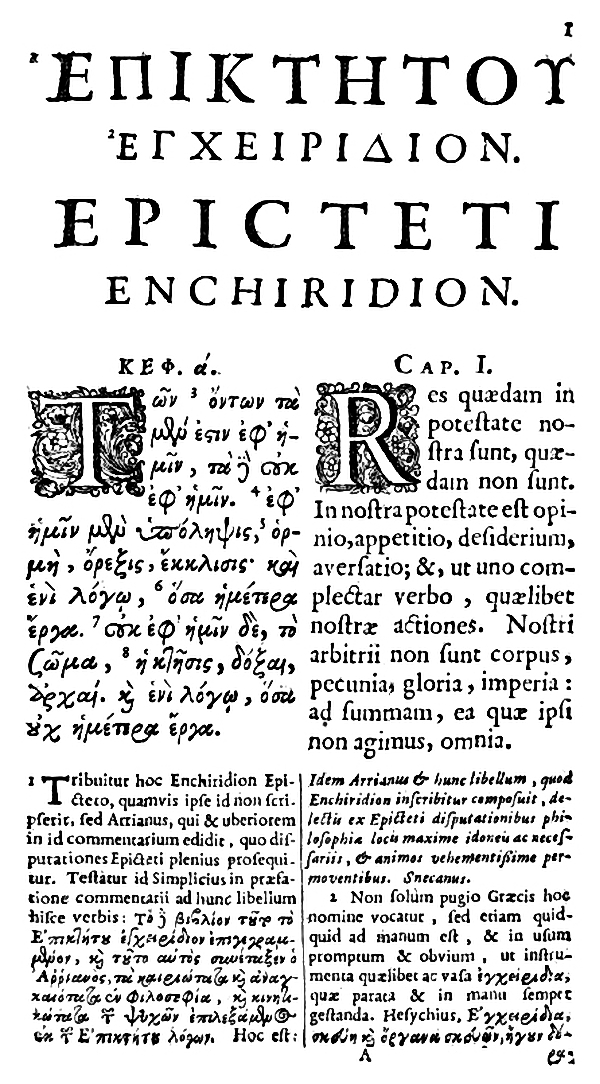
Beginn des Handbüchleins, griechisch-lateinische Ausgabe mit Kommentar von Abraham Berkel, 1683

#### Inneres und Äußeres
Die Grundlage der Lehre Epiktets bildet die strikte Trennung zwischen solchen Dingen, die man selbst beeinflussen kann (τὰ ἐφ’ ἡμῖν tà eph’ hēmîn), und denen, die außerhalb der Macht des Einzelnen stehen (τὰ οὐκ ἐφ’ ἡμῖν tà ouk eph’ hēmîn). Diese beiden Bereiche bezeichnet Epiktet auch als das Meine oder Eigene (τὰ ἐμά, τὰ ἴδια tà emá, tà ídia) beziehungsweise das Fremde oder Äußere (τὰ ἀλλότρια, τὰ ἐκτός tà allótria, tà ektós). Mit diesem häufig wiederholten Gedanken beginnt das Handbüchlein:

„Von den Seienden steht das eine in unserer Macht, das andere nicht in unserer Macht. In unserer Macht stehen Urteil, Trieb zum Handeln, Begehren, Meiden, mit einem Wort alles, was unsere eigene Betätigung ist, nicht in unserer Macht der Leib, der Besitz, Ansehen, Würden, mit einem Wort alles, was nicht unsere Betätigung ist. Und das, was in unserer Macht steht, ist seiner Natur nach frei, nicht zu hindern, nicht zu hemmen; was aber nicht in unserer Macht steht, ist ohnmächtig, sklavisch, behindert, fremder Verfügung unterworfen. Merke dir nun: Wenn du das, was seiner Natur nach sklavisch ist, als frei ansiehst und das Fremde als dein Eigentum, dann wirst du gehindert werden, klagen, in Affekt geraten, Götter und Menschen schelten. Siehst du aber nur das als dein an, was wirklich dein ist, das Fremde aber, wie es der Fall ist, als fremd, so wird dich niemals jemand zwingen, niemand dich hindern; du wirst niemanden schelten und dich über niemanden beklagen; nichts wirst du wider deinen Willen tun, niemand wird dir schaden, keinen Feind wirst du haben; denn es kann dir nichts widerfahren, was dir schadet.“

Nur wenn man diese Unterscheidung vornimmt und sie sich vergegenwärtigt, ist nach Epiktets Ansicht persönliches Glück erreichbar. Wer hingegen etwas außerhalb seiner Macht Liegendes begehrt oder zu vermeiden versucht, kann nicht dauerhaft glücklich werden. Er vergisst, dass Außendinge wie Besitz und sozialer Status, Gesundheit und der menschliche Körper, Heimat und Verwandtschaft lediglich kontingent sind und sich daher wandeln oder eingebüßt werden können, ohne dass der Betroffene dies beeinflussen kann. Zugleich macht er sich von äußeren Dingen und anderen Menschen abhängig, schadet damit seiner Seele und verliert seine innere Freiheit. Glücklich wird, wer nach dieser Unterscheidung sein Wollen und Handeln auf diejenigen Bereiche beschränkt, die allein seinem Einfluss unterliegen. Er wird nicht versuchen, dem Tod, der Armut, der Krankheit, den Gesetzen der Natur oder den Plänen Gottes zu entgehen, sondern nur das meiden, was seiner Seele schadet. Ereignisse, die er nicht beeinflussen kann, wird er in Gelassenheit und Zurückhaltung über sich ergehen lassen und sie als Gegebenheiten akzeptieren. In letzter Konsequenz wird ein Mensch, der diesen Grundsatz verinnerlicht hat, nicht verlangen, dass alles so geschieht, wie er es will, sondern sich wünschen, dass alles so geschieht, wie es geschieht. Dadurch wird er sein Glück erreichen.

#### Prohaíresis
Die Grundlage der Sittlichkeit stellt nicht allein das Wissen um Tugenden dar, sondern auch eine besondere Fähigkeit der Seele, die Gott dem Menschen verliehen hat: die so genannte prohaíresis (προαίρεσις, wörtlich „Vorzugswahl“, „Entscheidung“, „Absicht“). Aristoteles führt diesen Ausdruck in der Nikomachischen Ethik als philosophischen Fachbegriff ein, um den Entschluss zu bezeichnen, der gewähltes Handeln bestimmt und in sich Begehren und rationale Elemente vereinigt. In der älteren Stoa findet sich der Ausdruck nicht. Erst Panaitios unterscheidet mit diesem Begriff zwischen spontanem und aufgezwungenem Wollen.
Epiktet verleiht dem Begriff eine ganz spezielle Bedeutung. Für ihn ist die prohaíresis die Fähigkeit, die sittliches Handeln ermöglicht. Sie stellt den „Kern der sittlichen Persönlichkeit“ dar, das unverletzliche Ich des Menschen. Ihr unterstehen Körper und Wahrnehmung ebenso wie geistige Fähigkeiten. Epiktet sieht in der prohaíresis eine Grundsatzentscheidung des Verstandes darüber, welches Handeln in Einzelsituationen jemand als für sich gut und nützlich betrachtet. Sie regelt nämlich den rechten „Gebrauch der Eindrücke“ (χρῆσις τῶν φαντασιῶν chrẽ́sis tṍn phantasiṍn), die entweder durch die gewöhnliche Wahrnehmung der Welt oder im menschlichen Geist selbst erzeugt werden.
In Wahrheit gibt es für Epiktet kein Gut oder Übel, vielmehr handelt es sich dabei um falsche Begriffe für an sich wertneutrale Dinge (ἀδιάφορα adiáphora). So stellt der Tod kein Übel dar, lediglich ein gewisses Urteil (δόγμα dógma), das sich Menschen vom Tod bilden, ist furchtbar. Daher ist nur die Furcht vor dem Tod zu fürchten, nicht der Tod selbst. Auch ist Gesundheit kein Gut an sich, Krankheit kein Übel. Nur die richtige oder schlechte Verwendung der Gesundheit macht aus ihr entweder ein Gut oder ein Übel. Die Entscheidung darüber, welcher Wert einem an sich neutralen Ding zukommt, liegt in der Macht des Menschen selbst. Zwar kann auch ein Tier von seinen Vorstellungen Gebrauch machen, aber nur der Mensch kann sie mit seiner Vernunft prüfen und darauf seine Lebensführung aufbauen.
Aufgabe der prohaíresis ist es, Vorstellungen des Verstandes kritisch zu prüfen, den Umgang mit Eindrücken zu kontrollieren und ein Urteil über den Wert der Dinge zu fällen. Entsprechend der strengen Trennung von Außendingen und Innerem äußert sich die richtige prohaíresis darin, dass sich das Streben und Handeln eines Menschen auf den seiner Macht unterliegenden Bereich beschränkt. Ungeachtet äußerer Umstände macht eine prohaíresis, mit der sich der Mensch auf sein Inneres besinnt, innerlich wahrhaft frei. Ein solcher Mensch lebt in Unerschütterlichkeit (ἀταραξία ataraxía), innerer Ruhe (εὐστάθεια eustátheia), unter Beherrschung der Affekte (ἀπάθεια apátheia), im „guten Fluss des Lebens“ (εὔροια eúroia) und letztlich in Glückseligkeit (εὐδαιμονία eudaimonía).
Um eine gefestigte prohaíresis zu erlangen, benötigt man beständige Selbsterziehung und Übung, Askese (ἀσκήσις askḗsis) im ursprünglichen Sinne dieses Begriffs. Wichtig ist, dass man die Grundsätze nicht nur kennt, sondern im täglichen Leben anwendet. Epiktet empfiehlt daher, sich regelmäßig selbst zu beobachten, Stunden der Besinnung zu suchen, sich der Triebe und Begierden zu enthalten, keine vorehelichen sexuellen Kontakte zu pflegen, seine Emotionen zu zügeln und schlechten Umgang zu meiden.
Entscheidend ist vor allem die geistige Übung. Mit ihr soll sich der Mensch immer bewusst machen, dass eine bestimmte Vorstellung nicht mit dem tatsächlichen Ding übereinstimmen muss, das sie zu sein scheint. Daher muss er sie prüfen und sich zunächst die Frage stellen, ob es sich dabei um etwas handelt, was überhaupt in seiner Macht steht. Wenn nicht, soll er die Vorstellung sofort mit den Worten: „Du gehst mich nichts an!“ von sich weisen, um sie nicht in sein Inneres gelangen zu lassen. Damit bildet er sich richtige Vorstellungen, die sich von den allgemein verbreiteten unterscheiden können. Neben solchen Vorstellungen hat der Mensch auch seine Reaktionen auf Außendinge, den Trieb zum Handeln (ὁρμή hormḗ), Begehren (ὄρεξις órexis) und Meiden (ἔκκλισις ékklisis) unter Kontrolle zu halten. Seine Aufgabe ist es, sich um sein Innerstes zu kümmern, eine individuelle Persönlichkeit zu entwickeln und die ihm jeweils zukommende Rolle im Schauspiel der Welt bestmöglich zu spielen.

#### Tugenden und Pflichten
Obwohl Epiktet die Konzentration auf das Innere des Menschen in den Vordergrund stellt, spielen bei ihm auch die Verpflichtungen anderen gegenüber eine große Rolle. Diese Pflichten (τὰ καθήκοντα tà kathḗkonta) hängen vor allem von den jeweiligen sozialen Beziehungen ab. Dementsprechend hat jeder Mensch seine ihm zukommenden Aufgaben zu erfüllen. So hat ein Sohn auch einem schlechten Vater gegenüber Pflichten; dessen Fehler dürfen den Sohn nicht dazu verleiten, die eigenen Pflichten zu vernachlässigen oder sein Verhalten zu ändern.
Zur sittlichen Vollkommenheit gehört auch die Pflege der Tugenden. Unter ihnen betont Epiktet vor allem die Schamhaftigkeit (αἰδώς aidōs) als eine naturgegebene Eigenschaft, die den Menschen von moralischen Verfehlungen zurückhält, und die Zuverlässigkeit (πίστις pístis) als Grundlage gesellschaftlichen Lebens. Als ein „zahmes und für die Gemeinschaft bestimmtes Lebewesen“ (ἥμερον καὶ κοινωνικὸν ζῷον hḗmeron kaì koinōnikòn zṍon) ist der Mensch auf die Gemeinschaft angewiesen. Da alle Menschen – auch Sklaven – göttlichen Ursprungs und daher Brüder sind, soll die Liebe zum Menschen unterschiedslos allen gelten.

## Rezeption

### Antike
Bereits in der Antike genoss Epiktet großes Ansehen. Seine Lehre wurde jedoch unterschiedlich intensiv und mit wechselnden Schwerpunkten rezipiert. Insbesondere bei römischen Autoren erlebte das Werk Epiktets bis um 180 eine erste, wenn auch kurze Blüte. In der Folgezeit verebbte sein Einfluss allerdings rasch. In den Schriften griechischer Autoren finden sich bis zur Mitte des 3. Jahrhunderts nur wenige Bezüge. Verglichen mit seinem Rang bei römischen Gelehrten war der Einfluss Epiktets und die Wertschätzung für ihn im griechischsprachigen Osten anscheinend wesentlich geringer. Mit dem generellen Bedeutungsverlust der Stoa in der Mitte des 3. Jahrhunderts trat auch Epiktet in den Hintergrund. Sein von Arrian zusammengestelltes Handbüchlein fand jedoch Berücksichtigung in den Platon-Kommentaren einiger Neuplatoniker; im 6. Jahrhundert wurde es selbst mit einem bedeutenden Kommentar des Simplikios gewürdigt.

#### Blüte im 2. Jahrhundert
Von Arrian abgesehen stammt die älteste Erwähnung Epiktets bei einem namentlich bekannten lateinischsprachigen Autor von Favorinus, einem Rhetor und Buntschriftsteller sowie Zeitgenossen Epiktets. Das Werk des Favorinus ist fast vollständig verloren, doch sein Schüler Aulus Gellius gibt einen seiner Lehrvorträge wieder, in dem er die Haltung des wahren Philosophen behandelt und Epiktet zum Teil auf Griechisch zitiert. Favorinus’ Hochachtung soll sich später in Kritik gewandelt haben, die er in einer nicht erhaltenen Schrift Gegen Epiktet, worin Onesimos, der Sklave Plutarchs, mit Epiktet diskutierend vorgeführt wird darlegte. Eine Verteidigung Epiktets gegen diesen Angriff stammt von Galenos, der kurz nach Epiktets Tod geboren wurde. Er führt aus, dass er eine „Schrift zu Gunsten Epiktets gegen Favorinus“ verfasst habe; diese ist ebenfalls nicht erhalten geblieben.
Gellius erwähnt und zitiert Epiktet mehrfach. In einer Passage seiner Noctes Atticae gibt er eine Szene aus dem Unterricht des Herodes Atticus wieder, der aus den Lehrgesprächen des „Größten der Stoiker“ eine Stelle zum Unterschied zwischen dem wahren Stoiker und den Pseudophilosophen heranzieht. An anderer Stelle führt Gellius Epiktet unter berühmten Philosophen an, die Sklaven waren, geht jedoch nicht näher auf ihn ein, da die Erinnerung an ihn ohnehin noch präsent sei. Schließlich kommt Epiktet auch bei der Schilderung eines Seesturms vor, die später wiederum Augustinus von Gellius entlehnt. Von Furcht ergriffen habe ein Stoiker an Bord während des Sturms die Lehrgespräche aus seinem Gepäck gezogen und gestützt auf Epiktets Autorität vorgetragen, dass das Auftreten von Phantasievorstellungen und die von ihnen hervorgerufenen Verwirrungen nicht in der Macht des Menschen lägen, wohl aber die Zustimmung zu Empfindungen. Diese Passage fehlt in den erhalten gebliebenen Büchern der Lehrgespräche; sie kann daher nur aus dem verlorenen Teil stammen.
Auch Kaiser Mark Aurel bezieht sich in seinen Selbstbetrachtungen auf Epiktet. So dankt er in der Einleitung seinem Lehrer und Freund Quintus Iunius Rusticus dafür, dass er ihn mit Epiktets Schriften bekannt gemacht habe. Dreimal zitiert er Epiktet namentlich, mehrmals stellt er eine indirekte Verbindung her oder greift auf Auszüge zurück, in denen Epiktet selbst andere Autoren zitiert und die in dieser Form zum Teil nur bei Arrian vorliegen. Zudem bestehen gewisse Ähnlichkeiten in der Lehre, doch ist ein Einfluss Epiktets auf Mark Aurel schwer nachzuweisen, da beide derselben philosophischen Tradition angehören.
Als erster griechischer Autor erwähnt Lukian von Samosata Epiktet. Unter anderem erzählt er eine Anekdote, wonach ein Anhänger Epiktets nach dessen Tod seine Tonlampe für 3000 Drachmen gekauft habe, „um die Weisheit Epiktets im Schlaf zu erwerben und bald diesem bewunderungswürdigen Greis zu gleichen“. Im späten 2. Jahrhundert führt Kelsos in seiner Streitschrift Wahre Lehre erstmals die später häufig zitierte Geschichte an, wonach Epiktet es gelassen ertragen habe, wie sein Herr sein Bein zertrümmerte, nachdem er ihn vergeblich vor dieser Tat gewarnt habe.

#### Kirchenväter
Verglichen mit dem Einfluss von Platon und Aristoteles ist die Rezeption Epiktets in der Zeit der Patristik gering. Vor allem bei Autoren des Ostens wirkt seine Lehre unterschiedlich intensiv nach, meist ohne namentliche Nennung ihres Urhebers. Clemens von Alexandria, der auch Gedanken und Formulierungen von Musonius Rufus übernimmt, kennt zumindest Auszüge aus den unter Epiktets Namen verbreiteten Schriften. Teils stammen Formulierungen seines Werks Paidagogos von Epiktet, teils entlehnt er ihm Gedankengänge. So lehrt auch Clemens die Gegenüberstellung von fremden und eigenen Dingen, also dem, „was in der Macht von anderen liegt“, und dem, was „in unserer Macht steht“. Das Begehren von Fremdem ist auch nach Clemens eine Quelle des Unglücks. Ebenso mahnt er, nichts von dem zu fürchten, was wie etwa Tod, Krankheit und Armut nicht wirklich zu fürchten sei. Ähnliche Parallelen zu Epiktets Einstellung zeigt Clemens’ Auffassung über die Haltung des Menschen zu Gott.
Der Kirchenschriftsteller Origenes nennt Epiktet als erster christlicher Autor in seiner Streitschrift Contra Celsum namentlich. Er erhebt ihn sogar über Platon, da sich dieser „nur in den Händen von Leuten findet, die für gebildet gelten, indessen Epiktet Gegenstand der Bewunderung auch für gewöhnliche Leute ist, die in sich den Drang fühlen, gefördert zu werden, und den günstigen Einfluß bemerken, den seine Lehren ausüben“. Origenes würdigt aber Epiktets Philosophie bei seiner Polemik gegen die antichristliche Streitschrift des Kelsos nicht und scheint nicht von ihr beeinflusst zu sein. Als ein Beispiel für vorbildliche Geduld und Tugend gibt Gregor von Nazianz die Episode von Epiktets gewaltsam gebrochenem Bein wieder. Dessen Lehre spielt aber bei ihm ebenso wie bei Origenes kaum eine Rolle, möglicherweise waren ihm Epiktets Texte nicht einmal zugänglich. Auch Basilius der Große und Johannes Chrysostomos äußern verwandte Gedanken. Insgesamt bleibt der nachweisbare Einfluss Epiktets gering.
Noch spärlicher sind die Zeugnisse bei den lateinischen Kirchenvätern. Bei Ambrosius von Mailand taucht Epiktets Lehrsatz auf, dass es „nicht eigentlich der Tod“ sei, „der furchtbar ist, sondern die Vorstellung (opinio), die man sich vom Tod macht“. Augustinus führt zweimal die von Gellius überlieferte Geschichte vom Seesturm an; ob er das Handbüchlein aber überhaupt kannte, ist ungewiss. Jedenfalls kommt Epiktet nach dem 5. Jahrhundert bei den Kirchenvätern keine Bedeutung mehr zu.

#### Neuplatonismus
Bereits bei Plotin, dem Begründer der neuplatonischen Richtung, finden sich zahlreiche an Epiktet erinnernde Gedankengänge und Formulierungen, häufig ohne Hinweis auf deren Herkunft. Im 5. Jahrhundert entlehnt Proklos in seinem Kommentar zu Platons Alkibiades I beinahe wortgetreu eine Sentenz aus dem Handbüchlein, wonach der Ungebildete andere für sein Unglück verantwortlich macht, jemand, der sich auf dem Weg zu Bildung befindet, sich selbst Vorwürfe macht, der wahrhaft Gebildete aber niemanden beschuldigt. Ein Jahrhundert später bedient sich auch Olympiodoros der Jüngere des Handbüchleins in mehreren seiner Platon-Kommentare, wobei er Epiktet namentlich nennt. Einen ausführlichen Kommentar zum Handbüchlein verfasst im 6. Jahrhundert Simplikios. Dabei zieht er unter anderem Platon, den nicht genannten Aristoteles, Sokrates, Diogenes, Krates von Athen, Pythagoreer, Vertreter der älteren Stoa sowie Redner und Dichter heran. Dieser breit angelegte Kommentar des Simplikios erfreute sich großer Beliebtheit und ist in zahlreichen Handschriften erhalten.

### Mittelalter
Es gibt kein Zeugnis dafür, dass Epiktets Werke während des Mittelalters im Westen bekannt gewesen wären. Im Byzantinischen Reich hingegen fand er einige Beachtung; hier wurden das Handbüchlein und die beinahe verschwundenen Lehrgespräche bis ins 14. Jahrhundert gelegentlich erwähnt, und es entstanden auch Scholien zu den Lehrgesprächen, deren Verfasser möglicherweise Bischof Arethas von Caesarea (9./10. Jahrhundert) war. Die Scholien sind ein kurzer Kommentar, der einzige erhaltene zu den Lehrgesprächen. Ihr Autor deutet Epiktet christlich und will ihn für Mönche verständlich machen. Zudem fanden die Lehrgespräche auch bei der moralischen Erziehung Gebildeter Verwendung.

#### Arabische Philosophie
In den Traktat Über das Verfahren, wie die Schwermut abzuwenden ist des arabischen Philosophen Abū Yaʿqūb ibn Ishāq al-Kindī (9. Jahrhundert) flossen Gedanken und Konzepte Epiktets ein. Als eine Ursache von Kummer erachtet dieser Autor das Streben nach dem nicht in unserer Macht Stehenden oder die Weigerung, von etwas abzulassen, was Gott zurückfordert. Epiktets Lehre spiegelt sich auch in der Aufforderung, das zu wollen, was ist, da das, was wir wollen, nicht eintritt. Außerdem nimmt er den Vergleich des menschlichen Lebens mit einer Schiffsreise auf. Al-Kindī muss Epiktets Werk gründlich gekannt haben. Es wurde somit in der arabischsprachigen Welt des Frühmittelalters rezipiert.

#### Quaestionenliteratur
Indirekt erfuhr Epiktet im Westen eine gewisse Nachwirkung, nämlich in der literarischen Gattung der so genannten Quaestionenliteratur. Bereits in der hohen römischen Kaiserzeit oder in der Spätantike waren zwei erhaltene Schriften entstanden, die ein fiktives Gespräch zwischen Epiktet und dem angeblich mit ihm befreundeten Kaiser Hadrian wiedergeben. Dabei handelt es sich im Wesentlichen um eine Sammlung von Rätselfragen, welche Hadrian an Epiktet richtet. Die älteste Schrift ist die anonym überlieferte Altercatio Hadriani Augusti et Epicteti Philosophi, die wohl zwischen dem 2. und 6. Jahrhundert verfasst wurde und aus 73 Fragen besteht. Daraus entstand später eine 21 Fragen umfassende Kurzfassung unter dem Titel Disputatio Adriani Augusti et Epicteti Philosophi. In beiden Sammlungen beantwortet Epiktet Hadrians Rätselfragen in zum Teil skurriler Weise. Zahlreiche mittelalterliche Handschriften, welche den Inhalt teilweise abändern, belegen die große Beliebtheit und weite Verbreitung dieser Gattung.
Um 650 entwickelte sich daraus eine ausgestaltete Form des Dialogs zwischen Hadrian und Epiktet, die außer in der lateinischen Fassung auch in einer altfranzösischen, einer altprovenzalischen und einer kymrischen Übersetzung erhalten ist. Der Dialog ist nun in eine Rahmenhandlung eingebettet: Einem König empfohlen, wird der „junge Mann Epictitus“ (iuvenis Epictitus), in anderen Versionen auch Epictavus genannt, als Anführer einer Gruppe Soldaten in den Osten gesandt. Dort begegnet er drei weisen Männern, auf deren Fragen er rätselhafte Antworten gibt. Als Hadrian davon erfährt, lässt er Epictitus zu sich rufen, um ihm nun wie in der Urversion Fragen aufzugeben. Die Anzahl der Rätsel schwankt in diesen Fassungen zwischen 59 und 105. Sie stimmen teils mit denen der Altercatio und der Disputatio überein, teils beziehen sie sich aber auch auf die Bibel.
Im 13. Jahrhundert ging aus diesen Fassungen in Südfrankreich eine dritte Version mit dem Titel L’enfant sage („Das weise Kind“) hervor. Aus Epictitus wurde das dreijährige Wunderkind Epitus oder Apidus, das Hadrians Fragen beantwortet. In unterschiedlichen Varianten, die gegenüber den früheren Fassungen stark ausgeschmückt sind und zusätzliche Fragen sowie ein abschließendes Gebet enthalten, verbreitete sich diese Neuschöpfung bis ins 19. Jahrhundert über ganz Westeuropa. Sie wurde in verschiedene Sprachen übersetzt und in Ausschnitten in andere, ähnliche Texte aufgenommen.

#### Christliche Umformungen
Epiktets Werk übte keinen direkten Einfluss auf das entstehende christliche Mönchtum aus. Indirekt flossen jedoch seine Ideen über christliche Umformungen des Handbüchleins, die als Ratgeber für eine christliche Lebensführung dienen sollten, in das mönchische Gedankengut des Mittelalters und der Frühen Neuzeit ein. So wurde in die Philokalia, eine Ende des 18. Jahrhunderts erschienene Anthologie älterer christlicher Schriftsteller, auch die Exhortatio unseres heiligen Vaters Antonius des Großen über das sittliche Verhalten und über das sittsame Leben aufgenommen. Dieser mittelalterliche Traktat stammt jedoch mit Sicherheit nicht von Antonius, der als Begründer des Mönchtums gilt. Vielmehr handelt es sich dabei um ein stoisches, von Epiktet maßgeblich beeinflusstes Werk, das wahrscheinlich von einem Christen interpoliert und Antonius zugeschrieben wurde.
Daneben existieren mehrere christliche Umarbeitungen des Handbüchleins. Eine davon wird dem Asketen Neilos von Ankyra († 430) zugeschrieben, dürfte jedoch einige Jahrhunderte jünger sein. Das Handbuch des Pseudo-Neilos hält sich nach Möglichkeit wörtlich an den Text, ohne eigenes Material einzufügen, kürzt ihn jedoch zum Teil und ändert Formulierungen, die mit christlichen Vorstellungen unvereinbar erscheinen. So wird in der Umarbeitung nur im Singular von Gott gesprochen, die Namen paganer Philosophen sind manchmal durch ein neutrales „die Philosophen“ ersetzt, und der Apostel Paulus nimmt die Stelle des Sokrates ein. Figuren aus der griechischen Mythologie sind gegen „einige von den Unvernünftigen“ ausgetauscht; Stellen, die Sexuelles thematisieren, wurden weggelassen.
Wesentlich stärker greift der Urheber einer zweiten, im Mittelalter weit verbreiteten Umarbeitung, die von der des Pseudo-Neilos unabhängig ist, in den Text ein. Die älteste Handschrift dieses in der Forschung Paraphrasis christiana genannten Werkes stammt aus dem 10. Jahrhundert; der Text ist somit älter, er kann jedoch nicht genauer datiert werden. Im Gegensatz zu Pseudo-Neilos wandelt dieser Bearbeiter das Handbüchlein fast vollständig um, aus inhaltlichen ebenso wie auch aus literarischen Gründen. Der „Philosoph“ wird durch den Anachoreten beziehungsweise den „Menschen, der allein Gott geweiht“ oder „Gott lieb ist“, ersetzt. Wo ursprünglich von der Lektüre der Schriften des Chrysippos die Rede war, nimmt das Lesen des Evangeliums deren Platz ein. Die brüderliche Liebe im Kloster wird betont, Bibelzitate sind eingeflochten. Aus einer Stelle zur Mantik wird eine Bemerkung über das richtige Beten, aus Sokrates wie bei Pseudo-Neilos der Apostel Paulus.
Zu dieser christlichen Adaption ist ein Kommentar erhalten, der etwa im 9. Jahrhundert oder früher entstand. Er deckt sogar in seiner ausführlichsten Gestalt nur etwa ein Achtel des interpolierten Textes ab. Der Kommentar versteht sich ausdrücklich als philosophisches Werk und bietet im ersten Teil auch stark stoisch geprägte Begriffe, doch treten christliche Gedanken zunehmend in den Vordergrund. Ebenso wie die Umarbeitung war der Kommentar wahrscheinlich vor allem für Mönche und den Klerus bestimmt.

### Frühe Neuzeit

#### Frühe Drucke und Übersetzungen

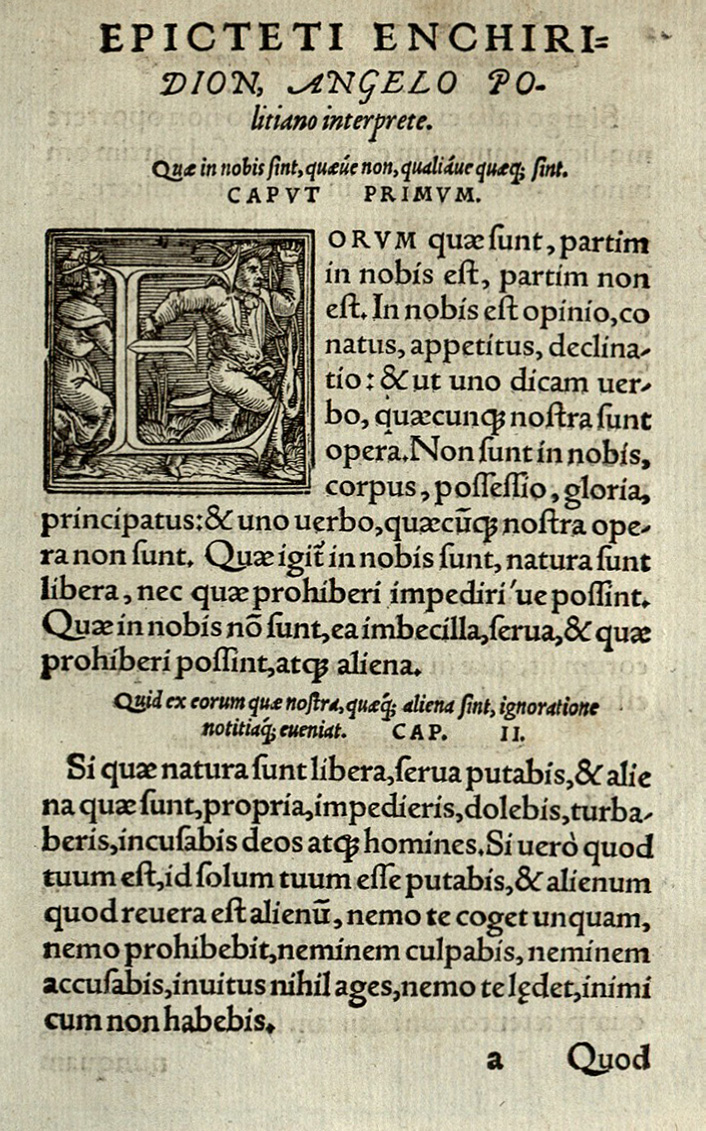
Beginn des Handbüchleins, lateinische Übersetzung von Angelo Poliziano, Basel 1554

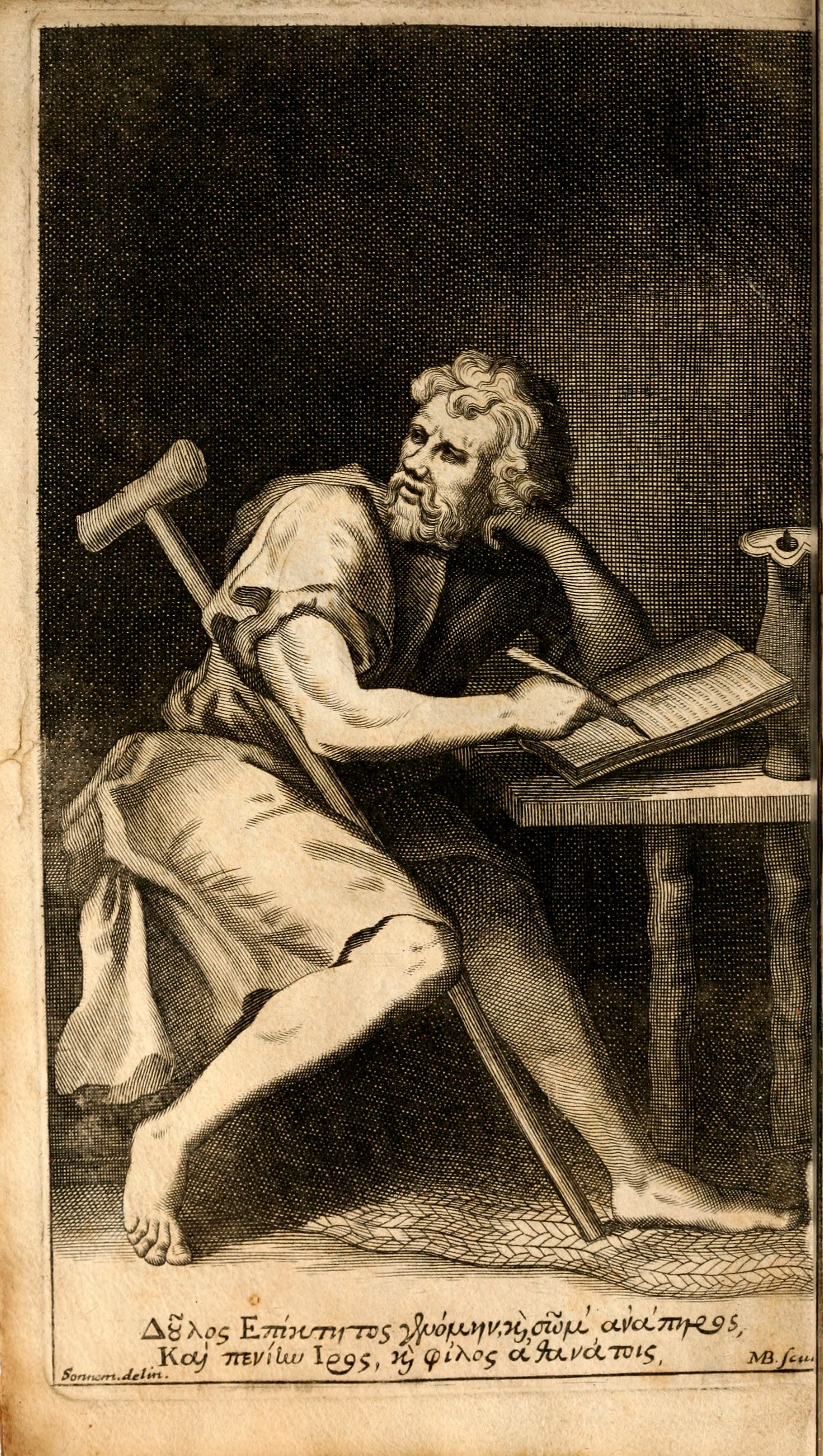
Phantasieporträt Epiktets in der 1715 erschienenen lateinischen Versfassung des Handbüchleins von Edward Ivie unter dem Titel Epicteti Enchiridion Latinis versibus adumbratum. Das Epigramm lautet: „Ein Sklave bin ich, Epiktet, und körperlich verstümmelt und in meiner Armut ein Iros und doch den Göttern ein Freund.“

Zur Zeit des Renaissance-Humanismus gelangten die Schriften Epiktets aus dem untergehenden Byzantinischen Reich nach Italien. 1451 übersetzte Niccolò Perotti das Handbüchlein ins Lateinische. Seine Papst Nikolaus V. gewidmete Übersetzung wurde jedoch erst im 20. Jahrhundert gedruckt. Angelo Poliziano schloss 1479 seine Übersetzung ab. Sie wurde erst nach seinem Tod gedruckt, blieb dann lange maßgeblich und trug erheblich zur Popularität des Handbüchleins bei. 1484 schickte Poliziano ein Exemplar seinem Freund, dem Humanisten Giovanni Pico della Mirandola. Begeistert beschrieb Pico in seinem Dankschreiben, wie der greise Epiktet ihn und seine Freunde besucht und ihn von einem Anhänger des Aristoteles zu einem Stoiker bekehrt habe, sodass er, „von der Rede des Alten überwältigt“, zum Stoizismus „nicht nur mit den Füßen, sondern auch mit den Händen und dem ganzen Leib überlief“.
1528 erschien in Venedig die erste Druckausgabe (Editio princeps) des griechischen Originaltextes des Handbüchleins als Anhang zum Simplikios-Kommentar, die jedoch auf einer unvollständigen Handschrift beruhte; vollständig erschien das Werk im folgenden Jahr in Nürnberg. 1535 folgte die erste Druckausgabe der Lehrgespräche von Giovanfrancesco Trincavelli. 1534 wurde die erste deutsche Übersetzung des Handbüchleins von Jacob Schenck unter dem Titel Eyn schon nutzlich Büchlin genant der Sticher des Hochweysen Heiden Epicteti veröffentlicht.

#### Rezeption der Lehre
Der Neustoizismus des niederländischen Philologen Justus Lipsius ist stark von Epiktet geprägt. So ruft er Seneca und den „göttlichen Epiktet“, die beiden „außerordentlichen Glanzlichter der Weisheit“ (rara sapientiae lumina), zur Inspiration für sein Werk De constantia libri duo an. Die Kraft und das Feuer der Worte Epiktets seien in der griechischen Literatur ohnegleichen und würden den Geist vorteilhaft formen und die Seele bei der Lektüre stets aufs Neue bewegen.
Im ersten Drittel des 16. Jahrhunderts fertigte der Kartäusermönch Matthias Mittner (1575–1632) eine christliche Umformung des Handbüchleins an. Dabei bildete er aus etwa zwei Dritteln des Ursprungstextes 35 lateinische Aphorismen mit je einer „Paraphrasis“ als Kommentar. Inhaltlich wurde das Original stark verändert, christianisiert und speziell an das klösterliche Leben angepasst, für das die Schrift als Leitfaden dienen sollte. Eine lateinische Nachdichtung in Hexametern veröffentlichte 1715 der britische Kleriker Edward Ivie (1678–1745) unter dem Titel Epicteti Enchiridion Latinis versibus adumbratum.
Aus der Pariser Gesellschaft zurückgezogen, führte der Philosoph und Mathematiker Blaise Pascal 1655 mit seinem Beichtvater Louis-Isaac Lemaistre de Sacy (1613–1684) ein Gespräch über Epiktet und Michel de Montaigne, das von seinem Sekretär aufgezeichnet und später veröffentlicht wurde Entretien avec M. de Saci sur Épictète et Montaigne (1655). In diesem Gespräch über „die zwei größten Verteidiger der zwei berühmtesten Philosophenschulen und der einzigen, die der Vernunft entsprechen,“ nimmt Pascal Gedanken seines späteren Hauptwerkes vorweg. Den Kern der Philosophie Epiktets sieht Pascal darin, Gott als das höchste Ziel des menschlichen Lebens zu erkennen und sich seinem gerechten und weisen Wirken zu unterwerfen. Epiktet habe das Vermögen des Menschen überschätzt, wenn er meinte, „Gott vollkommen erkennen, ihn lieben, ihm gehorchen, ihm gefallen, sich von allen Lastern heilen, alle Tugenden erwerben“ zu können; dies seien vielmehr „Prinzipien eines diabolischen Hochmuts“.
1719 erschien in Leipzig eine deutschsprachige Umarbeitung des Handbüchleins unter dem Titel Der weise und tugendhaffte Epictetus, in der Sauer-Brunnen-Cur zu Schwalbach, die Philipp Balthasar Sinold genannt von Schütz (1657–1742) unter dem Pseudonym Ludwig Ernst von Faramond verfasst hatte. Im Vorwort betont der Verfasser, dass es keine Schande sei, sich als Christ der Schrift eines Heiden zu bedienen, die in ganz Europa bekannt sei. Vielmehr wolle er Epiktets Gedanken wiedergeben, „um zu erfahren, ob jemand unter denen lasterhafften Christen durch diesen tugendhafften Heyden beschämet werden wolte.“ Der Inhalt des Handbüchleins ist dabei in eine Rahmenhandlung eingebaut: Die zwei Hauptfiguren Erinto und Celiander befinden sich auf Kur in Schwalbach am Taunus. Jeden Morgen lesen sie auf einem Spaziergang Abschnitte aus dem Handbüchlein in deutscher Übersetzung und diskutieren über das Gelesene. Den Abschluss bildet eine Lebensbeschreibung Epiktets, die Erinto vorträgt.

### Moderne
Seit seiner Jugend kannte auch Goethe das Handbüchlein. In seiner Autobiographie Dichtung und Wahrheit erwähnt er seine Beschäftigung mit Epiktet: „Weder die Schärfe des Aristoteles, noch die Fülle des Plato fruchteten bei mir im mindesten. Zu den Stoikern hingegen hatte ich schon früher einige Neigung gefaßt, und schaffte nun den Epiktet herbei, den ich mit vieler Teilnahme studierte.“
Alexander von Humboldt trug im fortgeschrittenen Alter sein Exemplar des Enchiridion (Leiden: Maillart, 1643) meist bei sich. Es war ihm 1847 von seinem Freund, dem Physiker François Arago, geschenkt worden.
Friedrich Nietzsche zählt Epiktet zusammen mit Seneca, Plutarch und Pascal zu den großen Moralisten und bedauert, dass deren Werke nur noch wenig gelesen würden. Epiktet hält er für eines der „größten Wunder der antiken Sittlichkeit“ und sieht in ihm einen Vorläufer seiner eigenen Ablehnung jeder Form des Mitleids. Der „Epiktetische Mensch“, der still nach innen gekehrt lebe und sich selbst genüge, bilde einen Kontrast zu gegenwärtigen Idealen. Besonders schätzt Nietzsche, dass Epiktet streng an die Vernunft geglaubt und sich nicht der Angst vor Gott ergeben habe. Im Gegensatz zu christlichen Vorstellungen tröstete er sich nicht mit der Hoffnung auf ein Jenseits und erwartete nicht, das Beste erst durch die Liebe und Gnade Gottes zu empfangen, sondern meinte, es bereits in seinem Innersten zu besitzen und es gegebenenfalls gegen die Welt verteidigen zu können. Bertrand Russell sieht den Philosophen in der Frage der Feindesliebe in Übereinstimmung mit dem Christentum.
Hannah Arendt widmet Epiktets Philosophie in ihrem 1989 postum veröffentlichten Werk Das Wollen (Vorlesungen 1973/74), das später im Sammelband Vom Leben des Geistes erschien, einen kurzen Abriss. Epiktet habe sich mit der inneren Freiheit des Menschen befasst und an die Allmacht des Willens geglaubt, der sich in der Abwendung von Äußerem und Hinwendung zum unerschütterlichen Inneren zeige. Eine andere Auffassung hatte sie vorher in der ebenfalls nach ihrem Tod herausgegebenen Vorlesung aus dem Jahr 1965 Über das Böse vertreten: Die Frage des Willens sei der antiken Philosophie gänzlich unbekannt gewesen, Freiheit sei nur vorstellbar gewesen, wenn sie mit Handlungsfähigkeit verbunden ist, nicht als innere Freiheit trotz äußerer Unfreiheit. Epiktet habe daher nur den Gegenstand des Begehrens verändert, indem er das Begehren auf etwas lenkte, was noch in der eigenen Macht lag. Ihrem Fazit zufolge hatte Epiktet eine „gereizte Sklavenmentalität“ vertreten, mit der er einem Mangel an Freiheit begegnete, indem er alles außerhalb der eigenen Macht Liegende verneinte.
In dem 1998 veröffentlichten Roman Ein ganzer Kerl des US-amerikanischen Schriftstellers Tom Wolfe spielt die Lektüre Epiktets eine entscheidende Rolle.
„Epiktet ist mein absoluter Lieblingsphilosoph. […] Der Trost, den Epiktet bietet, könnte nicht größer sein“, schrieb Matt Haig in seinem Bestseller The Comfort Book. Gedanken, die mir Hoffnung machen (2021).

### Epiktet und das Christentum
Aufgrund von Parallelen zwischen stoischem und christlichem Gedankengut stand Epiktet immer wieder in dem Ruf, insgeheim Christ gewesen zu sein. Bereits in zwei Handschriften der Lehrgespräche aus dem 15. und 16. Jahrhundert vermerkt ein gewisser Gennadios, Epiktet sei Christ gewesen und habe beabsichtigt, in seinen Schriften das Evangelium und das Gesetz Gottes zu erläutern. Seine polytheistischen Formulierungen seien als Anpassung an die Masse zu erklären. Ein offenes Bekenntnis zum Christentum habe er vermieden, um möglicher Verfolgung zu entgehen. Zudem sei Epiktets Denken wesentlich in die Werke christlicher Autoren eingeflossen.
Ähnliche Äußerungen sind aus dem 16. und 17. Jahrhundert überliefert. Franz von Sales, der die Lehrgespräche in einer französischen Übersetzung kannte, gilt Epiktet als der „beste Mensch des gesamten Heidentums“; die Stoiker im Allgemeinen und Epiktet im Speziellen zeigen demnach auf, wie weit sich ein Mensch aus eigener Kraft der Vollkommenheit zu nähern vermag. Beinahe könne man seine Schriften für die Erkenntnisse eines Christen halten, die er in tiefer Meditation empfangen habe, so gefühlvoll und eifrig spreche Epiktet von Gott. Daher stellt sich Franz die Frage, warum ein Mensch, der so viel Verständnis für die Güte Gottes aufbringe, sich nicht unumwunden zu ihm bekenne. Im Vorwort zu seiner Ausgabe des Handbüchleins schreibt Abraham Berkel 1670, dass er Epiktet zwar nicht für einen Christen halte, doch sei dessen Seele „besprengt und befruchtet vom göttlichen Morgentau der christlichen Religion“, und sein Werk habe „Tröpfchen des christlichen Glaubens“ aufgenommen. Anfang des 18. Jahrhunderts fanden sich bereits erste Gegenstimmen, welche die Unvereinbarkeit der Lehre Epiktets mit der christlichen belegten.
In der Forschung kam diese Frage zu Beginn des 19. Jahrhunderts erneut auf: Manche Gelehrte sahen in den Epiktet zugeordneten Schriften christliche Elemente, die sie als Entlehnungen aus den Evangelien interpretierten. Dagegen wurde argumentiert, die wenigen Parallelen seien eher Ausdruck einer Polemik Epiktets gegen das Christentum. Diese Forschungskontroverse erstreckte sich bis in die 1920er Jahre. Wegweisend war insbesondere die 1911 veröffentlichte Monographie Epiktet und das Neue Testament, in der Adolf Friedrich Bonhöffer Epiktets Werk stilistisch und inhaltlich mit dem Neuen Testament verglich. Er kam zu dem Schluss, dass die gemeinsame Sprache und Gedankenwelt der Zeit mögliche Parallelen erkläre und keinerlei Abhängigkeit bestehe. In der neueren Forschung wird eine Beeinflussung Epiktets durch das Neue Testament immer seltener vertreten. Während die Suche nach einem Zusammenhang zwischen den Lehren Epiktets und denen des Urchristentums somit in den Hintergrund gerückt ist, wird sein Einfluss auf spätere christliche Autoren mittlerweile intensiv untersucht, etwa von dem französischen Gelehrten Michel Spanneut.

## Kritische Ausgaben
- Epicteti dissertationes ab Arriano digestae. Accedunt fragmenta; enchiridion ex recensione Schweighaeuseri, gnomologiorum Epicteteorum reliquiae. Hrsg. Heinrich Schenkl, Leipzig 1916 (Digitalisat).
- Épictète: Entretiens (Collection Budé). Übers. von Joseph Souilhé und Amand Jagu, 4 Bände, Les Belles Lettres, Paris 1963–1975 (mit französischer Übersetzung).
- Epictetus: Encheiridion (Bibliotheca Teubneriana, Band 1302). Hrsg. Gerard Boter, de Gruyter, Berlin/New York 2007, ISBN 978-3-11-019503-3.
- The Encheiridion of Epictetus and its three Christian adaptations. Transmission and critical editions. Hrsg. Gerard Boter (= Philosophia antiqua. Band 82). Brill, Leiden u. a. 1999, ISBN 90-04-11358-4.
- Epiktet: Vom Kynismus. Hrsg. Margarethe Billerbeck (= Philosophia antiqua. Band 34). Brill, Leiden 1978, ISBN 90-04-05770-6 (kritische Ausgabe der Diatribe 3,22 mit deutscher Übersetzung und Kommentar).

Antike und mittelalterliche Kommentare
- Commentaire sur la Paraphrase chrétienne du Manuel d’Épictète. Hrsg. Michel Spanneut (= Sources Chrétiennes. Band 503). Les Éditions du Cerf, Paris 2007, ISBN 978-2-204-08301-0 (kritische Ausgabe eines frühmittelalterlichen Kommentars).
- Simplicius: Commentaire sur le Manuel d’Épictète. Hrsg. Ilsetraut Hadot (= Philosophia antiqua. Band 66). Brill, Leiden u. a. 1996, ISBN 90-04-09772-4 (kritische Ausgabe des Kommentars des Simplikios).

## Übersetzungen und Kommentare
Gesamtwerk
- Epictetus: The Discourses as reported by Arrian, the Manual, and Fragments, übers. und hrsg. von William Abbott Oldfather (mit griechischem Text)
  - Bd. 1: Discourses, Books I–II (= Loeb Classical Library Nr. 131), Cambridge/Massachusetts und London 1925 (Nachdruck 1989), ISBN 978-0-674-99145-3 (Digitalisat).
  - Bd. 2: Discourses, Books III–IV. Fragments. Encheiridion (= Loeb Classical Library Nr. 218), Cambridge/Massachusetts und London 1928 (Nachdruck 1985), ISBN 978-0-674-99240-5 (Digitalisat).
- Epiktet: Was von ihm erhalten ist nach den Aufzeichnungen Arrians. Neubearbeitung der Übers. v. J. G. Schultheß von R. Mücke. Winter, Heidelberg 1926.
- Epiktet: Handbüchlein der Moral und Unterredungen, hrsg. Heinrich Schmidt, Neubearbeitung von Karin Metzler, 11. Auflage, Kröner, Stuttgart 1984, ISBN 3-520-00211-6.
- Epiktet, Teles, Musonius: Ausgewählte Schriften, übers. und hrsg. von Rainer Nickel, Artemis & Winkler, München/Zürich 1994, ISBN 3-7608-1679-7 (mit griechischem Text; Handbüchlein vollständig enthalten, Lehrgespräche in Auswahl).

Handbüchlein
- Epiktet: Handbüchlein der Moral und Unterredungen, Hrsg.: Heinrich Schmidt, 10. Auflage, Alfred Kröner Verlag, Stuttgart 1978, ISBN 978-3-520-00210-5.
- Epiktet: Anleitung zum glücklichen Leben. Encheiridion (Handbuch der Moral). Übers. und hrsg. von Rainer Nickel (Sammlung Tusculum). Artemis & Winkler, Düsseldorf 2006, ISBN 3-7608-1747-5 (mit griechischem Text).
- Epiktet: Handbüchlein der Moral, übers. und hrsg. von Kurt Steinmann, Reclam, Stuttgart 2004, ISBN 3-15-008788-0 (mit griechischem Text).
- Epiktet: Handbüchlein der Moral, übers. von Kurt Steinmann, Reclam, Stuttgart 2014. ISBN 3-15-019103-3.
- Epiktet: Das Buch vom geglückten Leben, übers. von Karl Philipp Conz, bearbeitet und mit einem Nachwort von Bernhard Zimmermann, Beck, München 2005, ISBN 3-423-34243-9.
- Ulrike Brandt: Kommentar zu Epiktets Encheiridion (Wissenschaftliche Kommentare zu griechischen und lateinischen Klassikern), Universitätsverlag Winter, Heidelberg 2015, ISBN 978-3-8253-6477-9.
- Scott Aikin, William O. Stephens: Epictetus's Encheiridion: A New Translation and Guide to Stoic Ethics. Bloomsbury, London 2023, ISBN 978-1-3500-0950-9. – Rezension von Gerard Boter, Bryn Mawr Classical Review 2024.01.48

Lehrgespräche
- Epictetus: Discourses. Book I, übers. von Robert F. Dobbin, Clarendon Press, Oxford 1998, ISBN 0-19-823664-6 (mit Kommentar).
- Epiktet: Was ist wahre Freiheit? Diatribe IV 1. Herausgegeben von Samuel Vollenweider. Eingeleitet, übersetzt und mit interpretierenden Essays versehen von Samuel Vollenweider, Manuel Baumbach, Eva Ebel, Maximilian Forschner und Thomas Schmeller (= SAPERE. Band 22). Mohr Siebeck, Tübingen 2013, ISBN 978-3-16-152366-3 (PDF im Open Access).
- Lothar Willms: Epiktets Diatribe Über die Freiheit (4.1) (Wissenschaftliche Kommentare zu griechischen und lateinischen Klassikern)
  - Bd. 1: Einleitung und Kommentar (§§ 1–102), Universitätsverlag Winter, Heidelberg 2011, ISBN 978-3-8253-5816-7
  - Bd. 2: Kommentar (§§ 103–177), Übersetzung, Register und Literaturverzeichnis, Universitätsverlag Winter, Heidelberg 2012, ISBN 978-3-8253-6012-2.